# Florian Bahrdt
Florian Bahrdt (* 5. März 1975 in Göttingen) ist ein deutscher Fernsehjournalist  und Moderator.

## Leben
Nach dem Abitur in Aachen studierte Bahrdt Politische Wissenschaft, Volkswirtschaftslehre und Wirtschafts- und Sozialgeschichte in Aachen, Bonn, Pietermaritzburg (Südafrika) und Aix-en-Provence (Frankreich). Nach seinem Studium absolvierte er ein Volontariat beim Norddeutschen Rundfunk. Anschließend arbeitete er als Reporter für den NDR und die ARD, unter anderem für die Tagesschau und die Tagesthemen. 
Für die ARD berichtete er auch aus den Auslandsstudios in London, Washington und Singapur. Außerdem war Florian Bahrdt Moderator beim NDR Fernsehen und zuletzt Redakteur in der Wirtschaftsredaktion beim NDR in Hamburg.
Seit September 2023 ist er Korrespondent im ARD-Studio Singapur.